# グロースアイティンゲン
グロースアイティンゲン (ドイツ語: Großaitingen) は、ドイツ連邦共和国バイエルン州シュヴァーベン行政管区のアウクスブルク郡に属す町村（以下、本項では便宜上「町」と記述する）である。

## 地理

### 位置
グロースアイティンゲンは、アウクスブルクの南西約 15 km の、ジンゴルト川およびヴェルタハ川沿いに位置している。レヒ＝ヴェルタハ平地の西周縁部にあたる。グロースアイティンゲンの南約 5 km にシュヴァープミュンヘン、北約 5 km にボービンゲンがある。ボービンゲンとグロースアイティンゲンとの間にヴェーリンゲンが存在する。西にはラインハルツホーフェン地区があり、東はクラインアイティンゲンと境を接する。グロースゲッティンゲンには、1948年にトランシルヴァニア地方から逐われた人々によって建設されたグナーデンタイルジートルングが含まれる。

### 自治体の構成
この町は4つのゲマインデタイル（地理上の地区）からなる。
- エッガーホーフ
- グロースアイティンゲン
- ハルト
- ラインハルツホーフェン

## 歴史

### 自治体の成立まで
グロースアイティンゲンは、元々は500年頃に建設されたアレマン＝ゲルマンの集落であったというのが定説である。最初の文献記録は972年/973年頃で、司教領主ウルリヒ・フォン・アウクスブルクの年代記に登場する。この地域はアウクスブルク聖堂参事会の比較的まとまった重要な所領に属していた。1803年に世俗化によりバイエルン領となった。

### 町村合併
バイエルン州の地域再編に伴い、1978年5月1日に廃止された自治体ライハルツホーフェンの大部分がこの町に合併した。

## 住民

### 人口推移
1988年から2018年までの間にこの町の人口は3,726人から5,133人へ、約 37.8 % 増加した。

## 行政
この町は、グロースアイティンゲン行政共同体の一員である。

### 議会
議会は町長と20人の町議会議員からなる。

### 首長
2014年5月1日からエルヴィン・ゴスナーが町長を務めている。彼は2014年3月16日の選挙でSPDの推薦を受け 50.9 % の支持票を獲得して町長に選出された。2020年3月15日の選挙では、2人の対立候補を相手に第1回投票で 73.4 % の票を獲得した。この選挙で彼は、Wählergruppe Gemeinsam für Großaitingen の候補として出馬している。彼の前任者はフランツ・シュテリンガー（SPD, 任期: 2002年 - 2014年）であった。

### 紋章
図柄: 白と青の菱形模様の背景に、内線と横線が入った金の珠（帝国宝珠）。
紋章の由来: 11世紀から12世紀にアウクスブルク聖堂参事会は寄進や購入によってこの町の町域に多くの土地を所有し、比較的まとまった重要な所領を形成していた。聖堂参事会はこの集落にプフレークアムト（地方行政役場）を設けた。アウクスブルクの司教領主クレメンス・ヴェンツェスラウス（1739年 - 1812年）は、いわゆるホーホ通り沿いの大きな集落に対して、境界石、境界柱、土地の境界の目印、消防施設などの共同の器具に目印をつけるよう命じた。グロースアイティンゲンはクラインアイティンゲンとともに首邑シュヴァープミュンヘンに組み込まれており、その紋章デザインである帝国宝珠を印とした。グロースアイティンゲンがバイエルンに属して以降、帝国宝珠は白と青の菱形模様の背景に描かれるようになった。1815年頃に創られた「Ruralgemeinde Grosaitingen」（直訳: 田舎町グロースアイティンゲン）という文言がある印章は、葉のついた枝で囲まれた盾型に大鎌と打穀棒との間に3本の穂が描かれたものであった。1838年8月30日に内務省は、1836年3月22日に王の認可を受けた紋章の継続使用を承認した。1928年7月に内務省は、紋章の穂、農機具、枝は描かれるべきでないと勧告した。
この紋章は、1954年から用いられている。

## 文化と見所

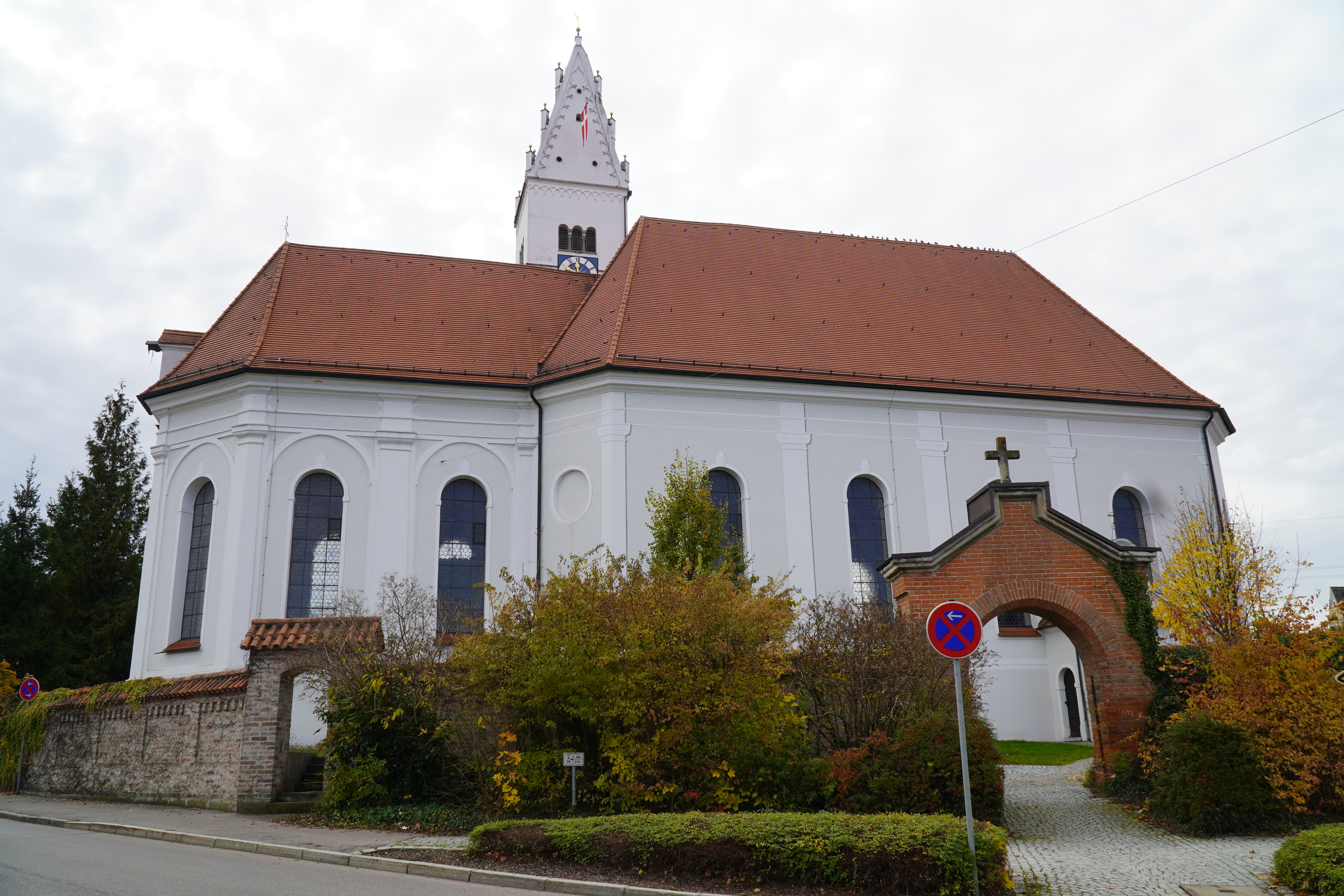
聖ニコラウス教会

### 教会と礼拝堂
- カトリックの聖ニコラウス教会
- 福音主義のディートリヒ＝ボンヘッファー教会
- ゼバスティアン礼拝堂
- レオンハルツ礼拝堂
- オッティリエン礼拝堂
- シェヒャー礼拝堂

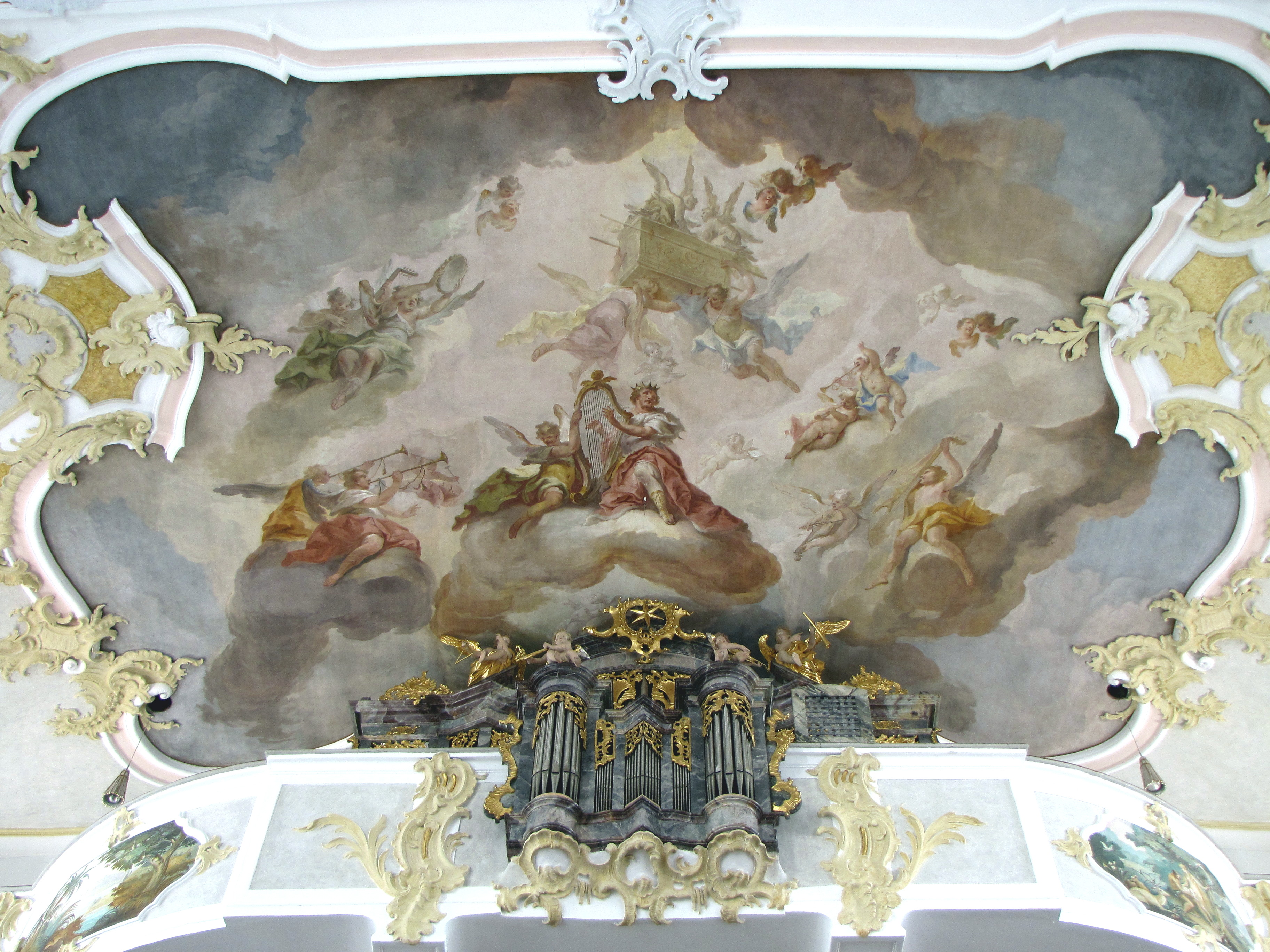
聖ニコラウス教会のオルガンと天井画
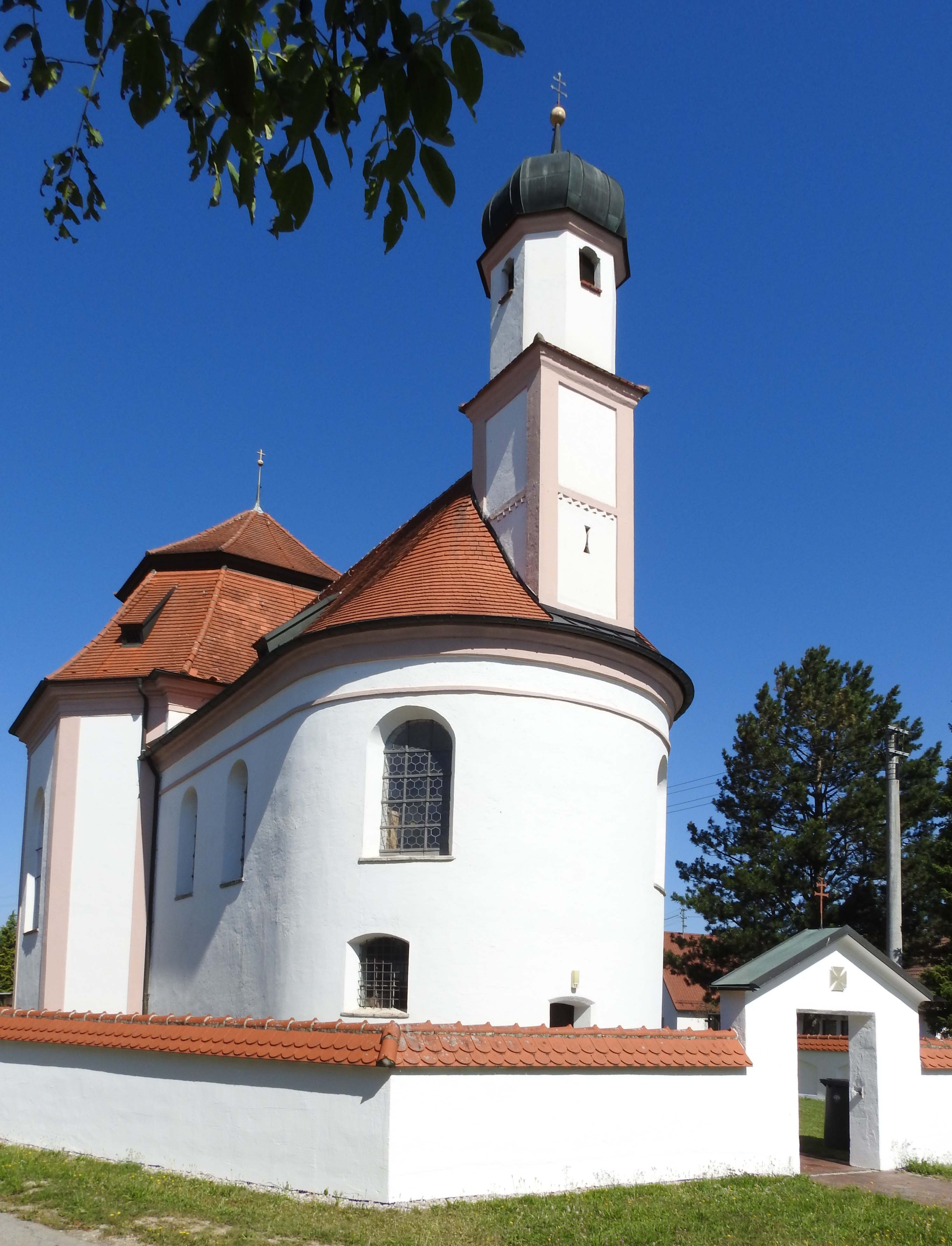
ゼバスティアン礼拝堂

## 経済と社会資本
町内に1979年から稼働している油田がある。2012年、その周辺地域にヴィンタースハル社によって今後20年間採掘を維持するための新しい油井が掘られ、その後も継続的にボーリングが続けられている。

### 産業地区
首邑には、鉄道アウクスブルク - ブーフローエ線沿いに独立した産業地区がある。この地区は、かつてこの路線にあったグロースアイティンゲン駅を中心に形成された。ヴィンタースハル社は、ここで天然ガスのフレアリングを行っており、精製された油を発送している。

## 人物

### 出身者
- シリル・キストラー（ドイツ語版、英語版）（1848年 - 1907年）作曲家。